# Zénith Saint-Pétersbourg (volley-ball)
Maillots
Le Zénith Saint-Pétersbourg est un club russe de volley-ball issu de la ville de Saint-Pétersbourg. Le club a été créé en 2017. Le club participe à la Superligue russe. Le sponsor principal du club est Gazprom.

## Palmarès
Compétitions mondiales
- Coupe des Coupes/Coupe de la CEV
  - Finaliste : 2021.

Compétitions nationales
- Championnat de Russie
  - Finaliste : 2018, 2021.
- Coupe de Russie
  - Finaliste : 2018, 2019, 2020.